# Soledad Núñez Méndez
María Soledad Núñez Méndez (Asunción, 9 de abril de 1983) es una ingeniera civil, política y activista feminista paraguaya que se desempeñó como secretaria ejecutiva de la Secretaría Nacional de la Vivienda y el Hábitat (Senavitat) de Paraguay en el periodo 2014-2018. Fue candidata a vicepresidenta de la República del Paraguay por la Concertación Nacional en los comicios generales de 2023 junto con el aspirante presidencial Efraín Alegre, quedando segundo ante la dupla colorada de Santiago Peña y Pedro Alliana.
En mayo de 2022, Núñez presentó su precandidatura presidencial por la Concertación Nacional para competir en las elecciones generales de 2023. En agosto de ese mismo año, anunció su alianza con Alegre para disputar la vicepresidencia de su país.

## Biografía
Nacida en Asunción, capital de la República del Paraguay, el 9 de abril de 1983, desarrolló su infancia en el barrio General Díaz de dicha ciudad y pasó una parte significativa de su niñez en la región del Chaco, junto a su abuelo, un veterano de la guerra del Chaco.
Realizó estudios en ingeniería civil en la Universidad Nacional de Asunción, tras lo cual inició su trayectoria profesional en el sector privado.
En 2008, obtuvo una maestría en gestión y dirección integrada de proyectos de construcción y activos inmobiliarios en la Universidad Politécnica de Madrid. Al año siguiente, asumió como directora de la organización no gubernamental Techo, en Paraguay, desempeñando este cargo hasta 2013. Paralelamente, fue invitada a integrar ad honorem el primer Equipo Nacional Estrategia País, una iniciativa del gobierno paraguayo orientada al diseño de un plan estratégico para la reducción de la pobreza.
En 2014, fue beneficiaria de una beca en la Escuela de Negocios de la Universidad de Georgetown, en Estados Unidos. Posteriormente, en 2018, se trasladó al Reino Unido para cursar una segunda maestría en políticas públicas en la Universidad de Oxford.

## Carrera política

### Ministra
En 2014, participó de la creación del Plan Nacional de Gobierno Abierto y el 1 de octubre de dicho año fue designada ministra de la Secretaría Nacional de Vivienda y Hábitat (Senavitat) de su país hasta 2018, siendo una de las ministras más jóvenes en la historia del país. Durante su gestión se creó el Comité Nacional del Hábitat —del que fueron parte instituciones públicas y privadas— y se implementó la primera Política Nacional de Vivienda y Hábitat del Paraguay (PNVH). En 2015 fue electa presidenta de la Asamblea de Ministros de Vivienda y Desarrollo Urbano para América Latina y El Caribe. Las cifras de las administraciones anteriores sumaban 1000 viviendas construidas, pero ella dejó una cartera con 37 000 viviendas: 30 000 terminadas (o con más de 95% de avance) y 7000 en ejecución. El total de la inversión de su período ronda los 2,5 billones de guaraníes.
Tras dejar el cargo, en 2019 hizo su segunda maestría en Políticas Públicas en la Universidad de Oxford y formó parte de un programa en Liderazgo y Políticas Públicas en la Escuela Harvard Kennedy.
En 2020, durante la cuarentena declarada a raíz de la pandemia de COVID-19, integró la Red de Apoyo a Asentamientos. También fundó la ONG Alma Cívica, de la que fue directora ejecutiva.
Núñez es directora académica del Diplomado en Políticas Públicas de la Universidad UCOM, miembro del equipo de la iniciativa de diálogo “Paraguay Ahora”, parte del Consejo Directivo de la ONG Enseña por Paraguay (Teach for all) y del Consejo Asesor de Techo Paraguay.

### Elecciones generales de 2023

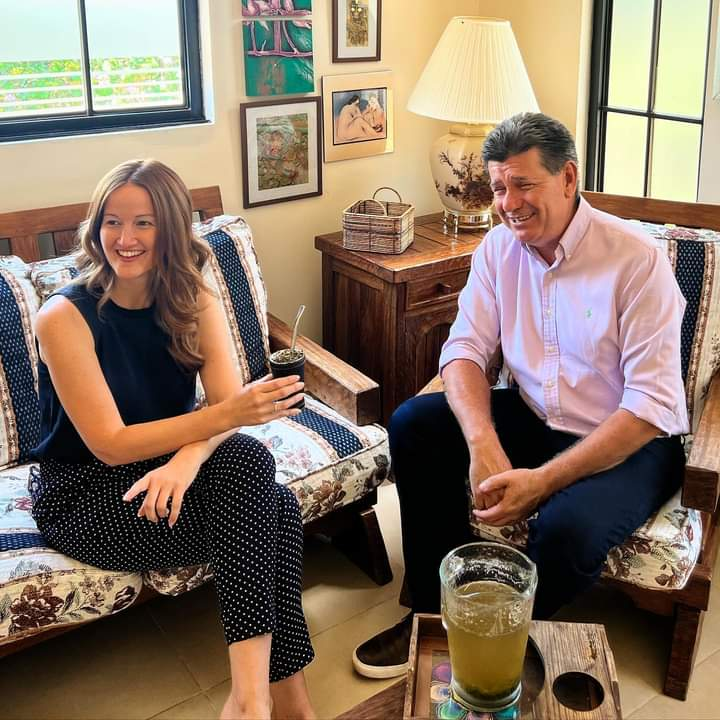
Núñez y Efraín Alegre en diciembre de 2022.

En mayo de 2022, Soledad Núñez presentó su precandidatura presidencial por la Concertación Nacional para competir en las elecciones de 2023. En agosto de ese mismo año, declinó sus aspiraciones presidenciales para ser la compañera de fórmula como precandidata vicepresidencial de Efraín Alegre.

«Entendemos que la alternancia en el Paraguay es más necesaria que nunca, acentúa nuestra responsabilidad que no podemos eludir. Hemos consolidado una alianza, que no implica una renuncia, no renuncio a mi independencia; es una dupla pensando en el país, porque el país nos une».
Soledad Núñez, —en su presentación oficial como precandidata vicepresidencial.

## Vida personal
Soledad Núñez es de religión católica.
En 2020, contrajo matrimonio con Bruno Raúl Defelippe Díaz de Espada. En 2002, cuando tenía 18 años, Defelippe fue agredido físicamente por el expresidente de Paraguay, Juan Carlos Wasmosy, tras haberlo cuestionado por su gestión gubernamental.
En las elecciones generales de 2023, Defelippe se postuló como candidato a senador por la Alianza Encuentro Nacional, mientras que Núñez aspiraba a la vicepresidencia de la República. Ambas candidaturas no lograron éxito en los comicios.